# Copa das Confederações da CAF de 2022–23
A Copa das Confederações da CAF de 2022-23 foi a 20ª edição do torneio, que é a segunda competição de clubes mais importante do continente africano. O vencedor da Copa das Confederações da CAF em 2022-23 ganhará o direito de jogar contra o vencedor da Liga dos Campeões da CAF de 2022–23 na Supercopa da CAF de 2023.
RS Berkane era o atual campeão e, portanto, o defensor do título. Entretanto, foi eliminado nos Play-offs pelo US Monastir. O campeão foi o USM Alger.

## Alocação das vagas
Todos os 56 membros da CAF podem entrar na Liga dos Campeões da CAF, com os 12 melhores ranqueados de acordo com o Ranking de 5 anos da CAF podendo inscrever duas equipes na competição. O campeão da edição da passada da competição também tem direito a uma vaga.
Para a edição de 2022–23, a CAF usou o ranking entre 2018 e 2022, que calcula pontos para cada associação participante com base na performance dos clubes através destes 5 anos na Liga dos Campeões da CAF e na Copa das Confederações da CAF. Os critérios para os pontos são os seguintes:
|                                  | Liga dos Campeões da CAF | Copa das Confederações da CAF |
| -------------------------------- | ------------------------ | ----------------------------- |
| Campeão                          | 6 pontos                 | 5 pontos                      |
| Vice-campeão                     | 5 pontos                 | 4 pontos                      |
| Eliminado na semifinal           | 4 pontos                 | 3 pontos                      |
| Eliminado nas quartas de final   | 3 pontos                 | 2 pontos                      |
| Terceiro lugar na fase de grupos | 2 pontos                 | 1 ponto                       |
| Quarto lugar na fase de grupos   | 1 ponto                  | 0,5 ponto                     |

Os pontos são multiplicados por um coeficiente de acordo com o ano do seguinte modo:
- 2021–22 – 5
- 2020–21 – 4
- 2019–20 – 3
- 2019 – 2
- 2018 – 1

## Equipes classificadas
As seguintes 50 equipes de 39 associações entraram na competição.
- Equipes (em negrito) se classificaram diretamente a segunda fase.
- As outras equipes entraram na primeira fase.

As associações abaixo são mostradas de acordo com o seu ranking entre 2018 e 2022.
| Associação                                                        | Equipe                                                            | Classificação                                                                          |
| Associações elegíveis para entrar com duas equipes (Ranking 1–12) | Associações elegíveis para entrar com duas equipes (Ranking 1–12) | Associações elegíveis para entrar com duas equipes (Ranking 1–12)                      |
| ----------------------------------------------------------------- | ----------------------------------------------------------------- | -------------------------------------------------------------------------------------- |
| Marrocos · (1º – 194 pts)                                         | RS Berkane                                                        | Detentor do título (campeão da Copa das Confederações da CAF de 2021–22)               |
| Marrocos · (1º – 194 pts)                                         | FAR Rabat                                                         | 3º lugar – Campeonato Marroquino de Futebol de 2021–22                                 |
| Egito · (2º – 176 pts)                                            | Future                                                            | 3º lugar após 24 rodadas – Campeonato Egípcio de Futebol de 2021–22                    |
| Egito · (2º – 176 pts)                                            | Pyramids                                                          | 4º lugar após 24 rodadas – Campeonato Egípcio de Futebol de 2021–22                    |
| Argélia · (3º – 115 pts)                                          | JS Saoura                                                         | 3º lugar – Campeonato Argelino de Futebol de 2021–22                                   |
| Argélia · (3º – 115 pts)                                          | USM Alger                                                         | 4º lugar – Campeonato Argelino de Futebol de 2021–22                                   |
| Tunísia · (4º – 113 pts)                                          | CS Sfaxien                                                        | 3º lugar – Campeonato Tunisiano de Futebol de 2021–22                                  |
| Tunísia · (4º – 113 pts)                                          | Club Africain                                                     | 4º lugar – Campeonato Tunisiano de Futebol de 2021–22                                  |
| África do Sul · (5º – 109,5 pts)                                  | Royal AM                                                          | 3º lugar – Campeonato Sul-Africano de Futebol de 2021–22                               |
| África do Sul · (5º – 109,5 pts)                                  | Marumo Gallants                                                   | Vice-campeão – Copa da África do Sul de Futebol de 2021–22                             |
| República Democrática do Congo · (6º – 63 pts)                    | Saint-Éloi Lupopo                                                 | 3º lugar – Campeonato Nacional de Futebol da República Democrática do Congo de 2021–22 |
| República Democrática do Congo · (6º – 63 pts)                    | DC Motema Pembe                                                   | Campeão – Copa da República Democrática do Congo de Futebol de 2021–22                 |
| Angola · (7º – 46 pts)                                            | Sagrada Esperança                                                 | 3º lugar – Girabola de 2021–22                                                         |
| Sudão · (8º – 33,5 pts)                                           | Hilal Alsahil                                                     | 3º lugar – Campeonato Sudanês de Futebol de 2021–22                                    |
| Sudão · (8º – 33,5 pts)                                           | Al-Ahli (Cartum)                                                  | Vice-campeão – Copa do Sudão de Futebol de 2021–22                                     |
| Líbia · (9º – 33 pts)                                             | Al Akhdar                                                         | 3º lugar – Campeonato Líbio de Futebol de 2021–22                                      |
| Líbia · (9º – 33 pts)                                             | Al-Nasr                                                           | 4º lugar – Campeonato Líbio de Futebol de 2021–22                                      |
| Guiné · (10º – 31 pts)                                            | Milo                                                              | 3º lugar – Campeonato Guineano de Futebol de 2021–22                                   |
| Guiné · (10º – 31 pts)                                            | Ashanti Golden Boys                                               | 4º lugar – Campeonato Guineano de Futebol de 2021–22                                   |
| Tanzânia · (11º – 30,5 pts)                                       | Azam                                                              | 3º lugar – Campeonato Tanzaniano de Futebol de 2021–22                                 |
| Tanzânia · (11º – 30,5 pts)                                       | Geita Gold                                                        | 4º lugar – Campeonato Tanzaniano de Futebol de 2021–22                                 |
| Nigéria · (12º – 26 pts)                                          | Remo Stars                                                        | 3º lugar – Campeonato Nigeriano de Futebol de 2021–22                                  |
| Nigéria · (12º – 26 pts)                                          | Kwara United                                                      | 4º lugar – Campeonato Nigeriano de Futebol de 2021–22                                  |
| Associações elegíveis para entrar com uma equipe                  |                                                                   |                                                                                        |
| Zâmbia · (13º – 24,5 pts)                                         | ZESCO United                                                      | Vice-campeão – Campeonato Zambiano de Futebol de 2021–22                               |
| Camarões · (14º – 14,5 pts)                                       | PWD Bamenda                                                       | Campeão – Copa de Camarões de Futebol de 2021–22                                       |
| Costa do Marfim · (16º – 10,5 pts)                                | Gagnoa                                                            | Vice-campeão – Campeonato Marfinense de Futebol de 2021–22                             |
| República do Congo · (17º – 8 pts)                                | Diables Noirs                                                     | Campeão – Copa da República do Congo de Futebol de 2021–22                             |
| Botswana · (18º – 6 pts)                                          | Security Systems                                                  | Vice-campeão – Copa Botswana de Futebol de 2021–22                                     |
| Essuatíni · (21º – 3,5 pts)                                       | Mbabane Highlanders                                               | Vice-campeão – Campeonato Essuatiniano de Futebol de 2021–22                           |
| Mali · (21º – 3,5 pts)                                            | Real Bamako                                                       | Vice-campeão – Copa Mali de Futebol de 2021–22                                         |
| Burquina Fasso · (23º – 3 pts)                                    | Douanes de Ouagadougou                                            | Campeão – Coupe du Faso de 2021–22                                                     |
| Níger · (24º – 2,5 pts)                                           | Douanes de Niamey                                                 | Campeão – Copa do Níger de Futebol de 2021–22                                          |
| Gana · (24º – 2,5 pts)                                            | Hearts of Oak                                                     | Campeão – Copa do Gana de Futebol de 2021–22                                           |
| Ruanda · (26º – 2 pts)                                            | AS Kigali                                                         | Campeão – Copa da Ruanda de Futebol de 2021–22                                         |
| Uganda · (26º – 2 pts)                                            | Bul                                                               | Campeão – Copa da Uganda de Futebol de 2021–22                                         |
| Mauritânia · (28º – 1,5 pts)                                      | Nouakchott Kings                                                  | Campeão – Copa da Mauritânia de Futebol de 2021–22                                     |
| Benim · (28º – 1,5 pts)                                           | Buffles                                                           | Vice-campeão – Campeonato Beninense de Futebol de 2021–22                              |
| Moçambique · (30º – 1 pts)                                        | Ferroviário da Beira                                              | Vice-campeão – Moçambola de 2021–22                                                    |
| Togo · (30º – 1 pts)                                              | ASC Kara                                                          | Vice-campeão – Campeonato Togolês de Futebol de 2021–22                                |
| Burundi                                                           | Bumamuru                                                          | Campeão – Copa do Burundi de Futebol de 2021–22                                        |
| Chade                                                             | AS Santé d’Abéché                                                 | Vice-campeão – Campeonato Chadiano de Futebol de 2021–22                               |
| Djibuti                                                           | ASAS Télécom                                                      | Vice-campeão – Copa do Djibouti de Futebol de 2021–22                                  |
| Etiópia                                                           | Fasil Kenema                                                      | Vice-campeão – Campeonato Etíope de Futebol de 2021–22                                 |
| Guiné Equatorial                                                  | Inter de Litoral Academy                                          | Campeão – Copa da Guiné Equatorial de Futebol de 2021–22                               |
| Libéria                                                           | LISCR                                                             | Campeão – Copa da Libéria de Futebol de 2021–22                                        |
| Madagáscar                                                        | Elgeco Plus                                                       | Campeão – Copa de Madagáscar de Futebol de 2021–22                                     |
| Seicheles                                                         | St Michel United                                                  | Vice-campeão – Campeonato Seichelense de Futebol de 2021–22                            |
| Serra Leoa                                                        | Kallon                                                            | 5º lugar – Campeonato Serra-Leonês de Futebol de 2021–22                               |
| Sudão do Sul                                                      | Al-Hilal Wau                                                      | Campeão – Copa do Sudão do Sul de Futebol de 2021–22                                   |
| Zanzibar                                                          | Kipanga                                                           | Campeão – Copa de Zanzibar de Futebol de 2021–22                                       |

| - Cabo Verde - Comores - Eritreia - Gabão - Gâmbia - Guiné-Bissau - Lesoto - Malawi - Ilhas Maurícias - Namíbia - Quênia - República Centro-Africana - Reunião - São Tomé e Príncipe - Senegal - Somália - Zimbabwe |

## Fases de qualificação
O sorteio para a primeira e a segunda fase foi realizado em 9 de agosto de 2022, na sede da CAF, no Cairo, Egito.
Nesta fase, cada vaga foi disputada em partidas de ida e volta. Caso o placar agregado esteja empatado no final da partida de volta a regra do gol fora de casa foi aplicada. Caso o empate ainda persista o vencedor foi definido pela disputa por pênaltis.

### Primeira fase
| Equipe 1               | Total       | Equipe 2                 | 1.º jogo | 2.º jogo |
| ---------------------- | ----------- | ------------------------ | -------- | -------- |
| Kwara United           | 3–0         | Douanes de Niamey        | 3–0      | 0–0      |
| LISCR                  | 1–3         | Gagnoa                   | 0–0      | 1–3      |
| Milo                   | 2–4         | ASC Kara                 | 2–1      | 0–3      |
| Douanes de Ouagadougou | 0–0 (1–3 p) | Real Bamako              | 0–0      | 0–0      |
| Hilal Alsahil          | 2–2 (gf)    | Geita Gold               | 1–0      | 1–2      |
| Fasil Kenema           | 3–1         | Bumamuru                 | 3–0      | 0–1      |
| ASAS Télécom           | 0–1         | AS Kigali                | 0–0      | 0–1      |
| Al-Hilal Wau           | 2–2 (3–4 p) | Kipanga                  | 1–1      | 1–1      |
| Al Akhdar              | 3–0         | Al-Ahli (Cartum)         | 3–0      | 0–0      |
| Mbabane Highlanders    | 0–2         | Royal AM                 | 0–0      | 0–2      |
| Security Systems       | w/o         | Saint-Éloi Lupopo        | –        | –        |
| St Michel United       | w/o         | Inter de Litoral Academy | –        | –        |
| AS Santé d’Abéché      | 1–3         | Ferroviário da Beira     | 1–2      | 0–1      |
| PWD Bamenda            | 1–2         | Elgeco Plus              | 1–1      | 0–1      |
| FAR Rabat              | 1–2         | Remo Stars               | 1–1      | 1–0      |
| Ashanti Golden Boys    | 0–6         | Nouakchott Kings         | 2–0      | 0–1      |
| Buffles                | 0–4         | Kallon                   | 0–1      | 0–3      |
| Bul                    | 0–1         | Future                   | 0–0      | 0–1      |

### Segunda Fase
| Equipe 1             | Total    | Equipe 2            | 1.º jogo | 2.º jogo |
| -------------------- | -------- | ------------------- | -------- | -------- |
| Kwara United         | 3–3 (gf) | RS Berkane          | 3–1      | 0–2      |
| Gagnoa               | 1–0      | JS Saoura           | 1–0      | 0–0      |
| ASC Kara             | 1–4      | USM Alger           | 0–2      | 1–2      |
| Real Bamako          | 3–1      | Hearts of Oak       | 3–0      | 0–1      |
| Hilal Alsahil        | 0–9      | Pyramids            | 0–2      | 0–7      |
| Fasil Kenema         | 0–1      | CS Sfaxien          | 0–0      | 0–1      |
| AS Kigali            | 0–1      | Al-Nasr             | 0–0      | 0–1      |
| Kipanga              | 0–7      | Club Africain       | 0–0      | 0–7      |
| Al Akhdar            | 3–2      | Azam                | 3–0      | 0–2      |
| Royal AM             | 1–1 (gf) | ZESCO United        | 0–0      | 1–1      |
| Saint-Éloi Lupopo    | 2–0      | Sagrada Esperança   | 2–0      | 0–0      |
| St Michel United     | 1–2      | DC Motema Pembe     | 1–0      | 0–2      |
| Ferroviário da Beira | 2–4      | Diables Noirs       | 2–1      | 0–3      |
| Elgeco Plus          | 1–4      | Marumo Gallants     | 1–3      | 0–1      |
| FAR Rabat            | 5–0      | Ashanti Golden Boys | 4–0      | 1–0      |
| Kallon               | 0–6      | Future              | 0–2      | 0–4      |

### Play-offs
| - Rivers United - Plateau United - ASN Nigelec - US Monastir - TP Mazembe - La Passe - ASEC Mimosas - ASKO Kara - Djoliba - Young Africans - Al Ahly Tripoli - Flambeau du Centre - Cape Town City - 1º de Agosto - Royal Leopards - Rail Club du Kadiogo |

| Equipe 1             | Total       | Equipe 2          | 1.º jogo | 2.º jogo |
| -------------------- | ----------- | ----------------- | -------- | -------- |
| Rail Club du Kadiogo | 0–2         | Saint-Éloi Lupopo | 0–1      | 0–1      |
| Royal Leopards       | 2–4         | Real Bamako       | 2–0      | 1–0      |
| TP Mazembe           | 3–0         | Royal AM          | 0–2      | 1–2      |
| 1º de Agosto         | 2–2 (2–3 p) | Future            | 1–1      | 1–1      |
| ASEC Mimosas         | 5–2         | Gagnoa            | 2–0      | 3–2      |
| Djoliba              | 0–4         | FAR Rabat         | 0–0      | 0–4      |
| Al Ahly Tripoli      | 1–3         | Marumo Gallants   | 1–0      | 0–3      |
| ASKO Kara            | 2–1         | CS Sfaxien        | 2–1      | 0–0      |
| Young Africans       | 1–0         | Club Africain     | 0–0      | 1–0      |
| Flambeau du Centre   | 1–4         | DC Motema Pembe   | 0–2      | 1–2      |
| Rivers United        | 6–1         | Al-Nasr           | 5–0      | 1–1      |
| US Monastir          | 1–0         | RS Berkane        | 1–0      | 0–0      |
| Cape Town City       | 0–1         | USM Alger         | 0–0      | 0–1      |
| ASN Nigelec          | 1–3         | Pyramids          | 1–0      | 0–3      |
| La Passe             | 2–6         | Diables Noirs     | 0–2      | 2–4      |
| Plateau United       | 4–4 (gf)    | Al Akhdar         | 4–1      | 0–3      |

## Fase de Grupos
O sorteio para a fase de grupos foi realizado em 12 de dezembro de 2022 na sede da CAF no Cairo, Egito. Os 16 vencedores dos play-offs foram alocados em dois grupos, Pote 1 e Pote 2, contendo 4 e 12 times, respectivamente. Os times do Pote 1 foram sorteados em diferentes grupos.
As equipes foram divididas nos potes pelo ranking da CAF (em parênteses).
| Equipe       | Pts |
| ------------ | --- |
| TP Mazembe   | 43  |
| Pyramids     | 34  |
| ASEC Mimosas | 8   |
| USM Alger    | 5   |

| Equipe            | Pts |
| ----------------- | --- |
| DC Motema Pembe   | 3   |
| Young Africans    | 0,5 |
| Diables Noirs     | —   |
| Saint-Éloi Lupopo | —   |
| Future            | —   |
| Al Akhdar         | —   |
| Real Bamako       | —   |
| FAR Rabat         | —   |
| Rivers United     | —   |
| Marumo Gallants   | —   |
| ASKO Kara         | —   |
| US Monastir       | —   |

| Legenda                   |
| Classificado à Fase final |
| Eliminado                 |

### Grupo A
| Pos. | Equipe            | Pts | J | V | E | D | GP | GC | SG |
| ---- | ----------------- | --- | - | - | - | - | -- | -- | -- |
| 1    | Marumo Gallants   | 12  | 6 | 4 | 0 | 2 | 12 | 10 | +2 |
| 2    | USM Alger         | 11  | 6 | 3 | 2 | 1 | 11 | 5  | +6 |
| 3    | Al Akhdar         | 5   | 6 | 1 | 2 | 3 | 8  | 12 | –4 |
| 4    | Saint-Éloi Lupopo | 5   | 6 | 1 | 2 | 3 | 6  | 10 | –4 |

|                   | AKH | MAR | SEL | USM |
| ----------------- | --- | --- | --- | --- |
| Al Akhdar         |     | 4–1 | 1–1 | 1–1 |
| Marumo Gallants   | 4–1 |     | 3–2 | 2–0 |
| Saint-Éloi Lupopo | 1–0 | 1–2 |     | 1–1 |
| USM Alger         | 4–1 | 2–0 | 3–0 |     |

### Grupo B
| Pos. | Equipe          | Pts | J | V | E | D | GP | GC | SG |
| ---- | --------------- | --- | - | - | - | - | -- | -- | -- |
| 1    | ASEC Mimosas    | 13  | 6 | 4 | 1 | 1 | 6  | 4  | +2 |
| 2    | Rivers United   | 10  | 6 | 3 | 1 | 2 | 9  | 7  | +2 |
| 3    | Diables Noirs   | 6   | 6 | 1 | 3 | 2 | 5  | 5  | 0  |
| 4    | DC Motema Pembe | 3   | 6 | 0 | 3 | 3 | 2  | 6  | –4 |

|                 | ASM | DIA | MOT | RIV |
| --------------- | --- | --- | --- | --- |
| ASEC Mimosas    |     | 2–0 | 0–0 | 1–0 |
| Diables Noirs   | 0–1 |     | 0–0 | 3–0 |
| DC Motema Pembe | 1–2 | 0–0 |     | 0–1 |
| Rivers United   | 3–0 | 2–2 | 3–1 |     |

### Grupo C
| Pos. | Equipe    | Pts | J | V | E | D | GP | GC | SG  |
| ---- | --------- | --- | - | - | - | - | -- | -- | --- |
| 1    | FAR Rabat | 11  | 6 | 3 | 2 | 1 | 11 | 6  | +5  |
| 2    | Pyramids  | 11  | 6 | 3 | 2 | 1 | 10 | 6  | +4  |
| 3    | Future    | 8   | 6 | 2 | 2 | 2 | 8  | 6  | +2  |
| 4    | ASKO Kara | 2   | 6 | 0 | 2 | 4 | 4  | 15 | –11 |

|           | ASK | FAR | FUT | PYR |
| --------- | --- | --- | --- | --- |
| ASKO Kara |     | 1–1 | 1–1 | 1–4 |
| FAR Rabat | 1–0 |     | 2–0 | 1–0 |
| Future    | 3–0 | 2–0 |     | 1–1 |
| Pyramids  | 1–0 | 2–2 | 2–1 |     |

### Grupo D
| Pos. | Equipe         | Pts | J | V | E | D | GP | GC | SG |
| ---- | -------------- | --- | - | - | - | - | -- | -- | -- |
| 1    | Young Africans | 13  | 6 | 4 | 1 | 1 | 9  | 4  | +5 |
| 2    | US Monastir    | 13  | 6 | 4 | 1 | 1 | 8  | 4  | +4 |
| 3    | Real Bamako    | 5   | 6 | 1 | 2 | 3 | 6  | 10 | –4 |
| 4    | TP Mazembe     | 3   | 6 | 1 | 0 | 5 | 5  | 10 | –5 |

|                | RBA | USM | TPM | YNG |
| -------------- | --- | --- | --- | --- |
| Real Bamako    |     | 1–1 | 2–1 | 1–1 |
| US Monastir    | 2–1 |     | 1–0 | 2–0 |
| TP Mazembe     | 3–1 | 0–2 |     | 0–1 |
| Young Africans | 2–0 | 2–0 | 3–1 |     |

## Fase final

### Sorteio
O sorteio para a fase final ocorreu em 5 de abril de 2023, as 18:30 (UTC+2), em Cairo, Egito.
O mecanismo de sorteio de cada fase é o seguinte:
- No sorteio das quartas de final, os quatro líderes dos grupos serão colocados em um pote, enquanto que os quatro vice-líderes serão colocados em outro. As equipes que finalizaram em primeiro lugar na fase de grupos (pote 1 no sorteio) enfrentarão as equipes que finalizaram em segundo lugar (pote 2). As equipes do mesmo grupo não podem ser sorteadas entre si, podendo ser sorteadas equipes de um mesmo país.
- No sorteio das semifinais não existe cabeça de chave e equipes do mesmo grupo (fase de grupos) e do mesmo país podem ser sorteadas.

### Equipes classificadas
| Grupo | Líderes de grupo | Vice-líderes de grupo |
| ----- | ---------------- | --------------------- |
| A     | Marumo Gallants  | USM Alger             |
| B     | ASEC Mimosas     | Rivers United         |
| C     | FAR Rabat        | Pyramids              |
| D     | Young Africans   | US Monastir           |

### Chaveamento
|  | Quartas de final 23 e 30 de abril | Quartas de final 23 e 30 de abril | Quartas de final 23 e 30 de abril | Quartas de final 23 e 30 de abril |                |   | Semifinais 10 e 17 de maio | Semifinais 10 e 17 de maio | Semifinais 10 e 17 de maio | Semifinais 10 e 17 de maio |  |  | Final 4 e 11 de junho | Final 4 e 11 de junho | Final 4 e 11 de junho | Final 4 e 11 de junho |
|  |                                   |                                   |                                   |                                   |                |   |                            |                            |                            |                            |  |  |                       |                       |                       |                       |
|  |                                   |                                   |                                   |                                   |                |   |                            |                            |                            |                            |  |  |                       |                       |                       |                       |
|  |                                   |                                   |                                   |                                   |                |   |                            |                            |                            |                            |  |  |                       |                       |                       |                       |
|  | Rivers United                     | 0                                 | 0                                 | 0                                 |                |   |                            |                            |                            |                            |  |  |                       |                       |                       |                       |
|  | Rivers United                     | 0                                 | 0                                 | 0                                 |                |   |                            |                            |                            |                            |  |  |                       |                       |                       |                       |
|  | Young Africans                    | 2                                 | 0                                 | 2                                 |                |   |                            |                            |                            |                            |  |  |                       |                       |                       |                       |
|  | Young Africans                    | 2                                 | 0                                 | 2                                 | Young Africans | 2 | 2                          | 4                          |                            |                            |  |  |                       |                       |                       |                       |
|  |                                   |                                   |                                   |                                   | Young Africans | 2 | 2                          | 4                          |                            |                            |  |  |                       |                       |                       |                       |
|  |                                   | Marumo Gallants                   | 0                                 | 1                                 | 1              |   |                            |                            |                            |                            |  |  |                       |                       |                       |                       |
|  | Pyramids                          | Marumo Gallants                   | 0                                 | 1                                 | 1              | 1 | 0                          | 1                          |                            |                            |  |  |                       |                       |                       |                       |
|  | Pyramids                          |                                   |                                   |                                   |                | 1 | 0                          | 1                          |                            |                            |  |  |                       |                       |                       |                       |
|  | Marumo Gallants                   | 1                                 | 1                                 | 2                                 |                |   |                            |                            |                            |                            |  |  |                       |                       |                       |                       |
|  | Marumo Gallants                   | 1                                 | 1                                 | 2                                 | Young Africans | 1 | 1                          | 2                          |                            |                            |  |  |                       |                       |                       |                       |
|  |                                   |                                   |                                   |                                   | Young Africans | 1 | 1                          | 2                          |                            |                            |  |  |                       |                       |                       |                       |
|  |                                   | USM Alger (gf)                    | 2                                 | 0                                 | 2              |   |                            |                            |                            |                            |  |  |                       |                       |                       |                       |
|  | US Monastir                       | USM Alger (gf)                    | 2                                 | 0                                 | 2              | 0 | 0                          | 0                          |                            |                            |  |  |                       |                       |                       |                       |
|  | US Monastir                       |                                   |                                   |                                   |                | 0 | 0                          | 0                          |                            |                            |  |  |                       |                       |                       |                       |
|  | ASEC Mimosas                      | 0                                 | 2                                 | 2                                 |                |   |                            |                            |                            |                            |  |  |                       |                       |                       |                       |
|  | ASEC Mimosas                      | 0                                 | 2                                 | 2                                 | ASEC Mimosas   | 0 | 0                          | 0                          |                            |                            |  |  |                       |                       |                       |                       |
|  |                                   |                                   |                                   |                                   | ASEC Mimosas   | 0 | 0                          | 0                          |                            |                            |  |  |                       |                       |                       |                       |
|  |                                   | USM Alger                         | 0                                 | 2                                 | 2              |   |                            |                            |                            |                            |  |  |                       |                       |                       |                       |
|  | USM Alger                         | USM Alger                         | 0                                 | 2                                 | 2              | 2 | 2                          | 4                          |                            |                            |  |  |                       |                       |                       |                       |
|  | USM Alger                         |                                   |                                   |                                   |                | 2 | 2                          | 4                          |                            |                            |  |  |                       |                       |                       |                       |
|  | FAR Rabat                         | 0                                 | 3                                 | 3                                 |                |   |                            |                            |                            |                            |  |  |                       |                       |                       |                       |
|  | FAR Rabat                         | 0                                 | 3                                 | 3                                 |                |   |                            |                            |                            |                            |  |  |                       |                       |                       |                       |

### Quartas de final
| Equipe 1      | Total | Equipe 2        | 1.º jogo | 2.º jogo |
| ------------- | ----- | --------------- | -------- | -------- |
| Pyramids      | 1–2   | Marumo Gallants | 1–1      | 0–1      |
| US Monastir   | 0–2   | ASEC Mimosas    | 0–0      | 0–2      |
| USM Alger     | 4–3   | FAR Rabat       | 2–0      | 2–3      |
| Rivers United | 0–2   | Young Africans  | 0–2      | 0–0      |

### Semifinais
| Equipe 1       | Total | Equipe 2        | 1.º jogo | 2.º jogo |
| -------------- | ----- | --------------- | -------- | -------- |
| Young Africans | 4–1   | Marumo Gallants | 2–0      | 2–1      |
| ASEC Mimosas   | 0–2   | USM Alger       | 0–0      | 0–2      |

### Finais
| 28 de maio de 2023 | Young Africans | 1 – 2     | USM Alger                | Estádio Nacional, Dar es Salaam                  |
| 16:00 (UTC+3)      | Mayele 82'     | Relatório | Mahious 32' · Merili 84' | Público: 60 000 Árbitro: COD Jean Jacques Ngambo |

| 3 de junho de 2023 | USM Alger | 0 – 1     | Young Africans   | Estádio 5 de Julho de 1962, Argel         |
| 20:00 (UTC+1)      |           | Relatório | Shabani 7' (pen) | Público: 64 000 Árbitro: MRT Dahane Beida |

## Premiação
| Copa das Confederações da CAF de 2022–23 |
| Argélia                                  |
| ---------------------------------------- |
| USM Alger Campeão (1.º título)           |